# Isidoro de Abido
Isidoro de Abido fue un ingeniero militar griego que vivió entre los siglos IV y III a. C.
El escritor, y también ingeniero, Bitón describe el quirobalista y el litóbolo diseñados por Isidoro. Su quirobalista (un desarrollo de la balista) se montaba sobre un marco que permitía jugar con la elevación para el lanzamiento de piedras pequeñas.
Su litóbolo, un tipo de catapulta, era de grandes dimensiones: la pieza del arco medía más de 4,5 m de longitud, y podía lanzar proyectiles de piedra de casi 20 k y de 23 cm de diámetro. La munición hallada por arqueólogos alemanes en Pérgamo atestigua que tales dimensiones son factibles.